# Nostra
Nostra (slawisch für „am Fels“; andere Erklärung: slow. na strani = „an der Seite“ vgl. den Ortsnamen Stranig in der Marktgemeinde Kirchbach; ebenso den Ortsnamen Postran in der Stadtgemeinde Hermagor-Pressegger See) ist ein Weiler der Ortschaft Birnbaum, und gehört zur Gemeinde Lesachtal im Bezirk Hermagor in Kärnten.

## Geografische Lage
Der Weiler liegt auf der südlichen Talseite Lesachtals, auf einer Seehöhe von 1.050 m und ist Teil der Katastralgemeinde Kornat.
Das Lesachtal ist, geographisch gesehen, ein sogenanntes UV-Tal. Dies meint die Form vom Querschnitt des Tales. Gletscher haben in vorangegangenen Eiszeiten ein U-förmiges Trogtal in die Gebirgslandschaft geformt. Der Gailfluss hat sich über die folgenden Jahrtausende in das U-Tal ein V-förmiges Kerbtal (die Gailschlucht) gegraben. So ergaben sich auf der nördlichen und südlichen Seite dieser Schlucht Siedlungsräume.
Die Hauptverkehrsader des Lesachtales, die Gailtal Straße (B 111), verläuft auf der nördlichen Talseite. Um Nostra zu erreichen, muss man also von Birnbaum den drei Kilometer langen Hauptzufahrtsweg quer durch die Gailschlucht passieren.
Nostra ist umgeben von mehreren Gebirgszügen: Den im Norden gelegenen Gailtaler Alpen sowie den südlich verlaufenden Karnische Alpen. Die Karnischen Alpen bilden die dortige Grenze zwischen Österreich und Italien. Über einem 13 km langen Gebirgsweg durch das Wolayertal und vorbei am Biegen Gebirge kann diese bei dem sogenannten Wolayer Pass (1974), wo auch der Wolayer See mit der nebengelegenen Wolayerseehütte liegt, überquert werden. 
Weitere umliegende Ortschaften sind:
- Birnbaum im Lesachtal
- Wodmaier
- Mattling
- Kornrat
- Niedergail

Zur Erreichung dieser Ortschaften muss mindestens ein Tal überquert werden.

## Bevölkerung und Wirtschaft
In Nostra leben derzeit 51 Personen (11 Familien), wovon etwa 10 Bergbauern mit eigener land- und forstwirtschaftlicher Nutzfläche sind. Die landwirtschaftliche Nutzfläche der einzelnen Betriebe liegt zwischen etwa drei und zehn Hektar, was somit nur zum Nebenerwerb ausreicht. Weitere Einnahmequellen im Ort liegen in der Forstwirtschaft, den Arbeiten im nachbarschaftlichen Gemeinbesitz, Tourismusbereich durch Vermietung von Zimmern und Ferienwohnungen als Urlaub am Bauernhof. Die restlichen Erwerbstätigen sind Pendler deren Arbeitsplätze meist außerhalb des Tales liegen.

## Infrastruktur und Kultur
Im Dorf befindet sich eine kleine dem Hl. Antonius von Padua geweihte Kapelle, welche eine Filialkirche der Pfarrkirche Kornat ist, sowie ein Dorfbrunnen.
Die Ortschaft verfügt über Breitbandinternet und wird in den kommenden Jahren an das Glasfasernetz angeschlossen. Das nächste Geschäft liegt im drei Kilometer entfernten Birnbaum, ebenso das nächste Wirtshaus. Die nächste Bank befindet sich im zirka neun Kilometer entfernten Liesing im Lesachtal.

## Bildung
Der Kindergarten und die Volks- und Mittelschule sind in Sankt Lorenzen im Lesachtal. Höhere Schulen befinden sich im ca. 55 km entfernten Lienz in Osttirol sowie in der Bezirkshauptstadt Hermagor-Pressegger See.